# Gajo Bulat
Gajo Bulat, v dobových pramenech i jako Cajetan Bulat[zdroj?] (4. ledna 1836 Supetar – 9. června 1900 Vídeň), byl rakouský a chorvatský politik, na konci 19. století poslanec Říšské rady.

## Biografie
Byl synem soudce. Studoval práva na univerzitě ve Štýrském Hradci a Padovské univerzitě. Zapojil se do politického života. Zasazoval se o autonomii Dalmácie, byl vůdcem chorvatské Národní strany (Narodna stranka). V letech 1885–1893 zastával funkci starosty Splitu. Prosadil rozšíření chorvatštiny do místních škol a úřadů. Byl poslancem Dalmatského zemského sněmu. Zasloužil se o rozvoj železniční sítě v Dalmácii.
V 70. letech 19. století se zapojil i do celostátní politiky. Ve volbách do Říšské rady roku 1879 získal mandát v Říšské radě za kurii venkovských obcí, obvod Split, Hvar, Viš. Mandát obhájil za týž obvod i ve volbách do Říšské rady roku 1885, volbách do Říšské rady roku 1891 a volbách do Říšské rady roku 1897. K roku 1897 se profesně uvádí jako advokát a předseda zemského sněmu.
Na Říšské radě byl členem poslanecké frakce Hohenwartův klub sdružující konzervativní politické proudy.